# راؤول هرنانديز غاريدو
راؤول هرنانديز غاريدو (بالإسبانية: Raúl Hernández Garrido)‏ هو كاتب إسباني، ولد في 1964 في مدريد في إسبانيا.